# فرودگاه بین‌المللی هلفکس استانفیلد
فرودگاه بین‌المللی هلفکس استانفیلد (به انگلیسی: Halifax Stanfield International Airport) یک فرودگاه همگانی باربری با کد یاتا YHZ است که یک باند فرود آسفالت و بتن دارد و طول باند آن ۲۶۸۲ متر است. این فرودگاه در کشور کانادا قرار دارد و در ارتفاع ۱۴۵ متری از سطح دریا واقع شده‌است.

## شرکت‌های هواپیمایی و مقصدهای پروازی

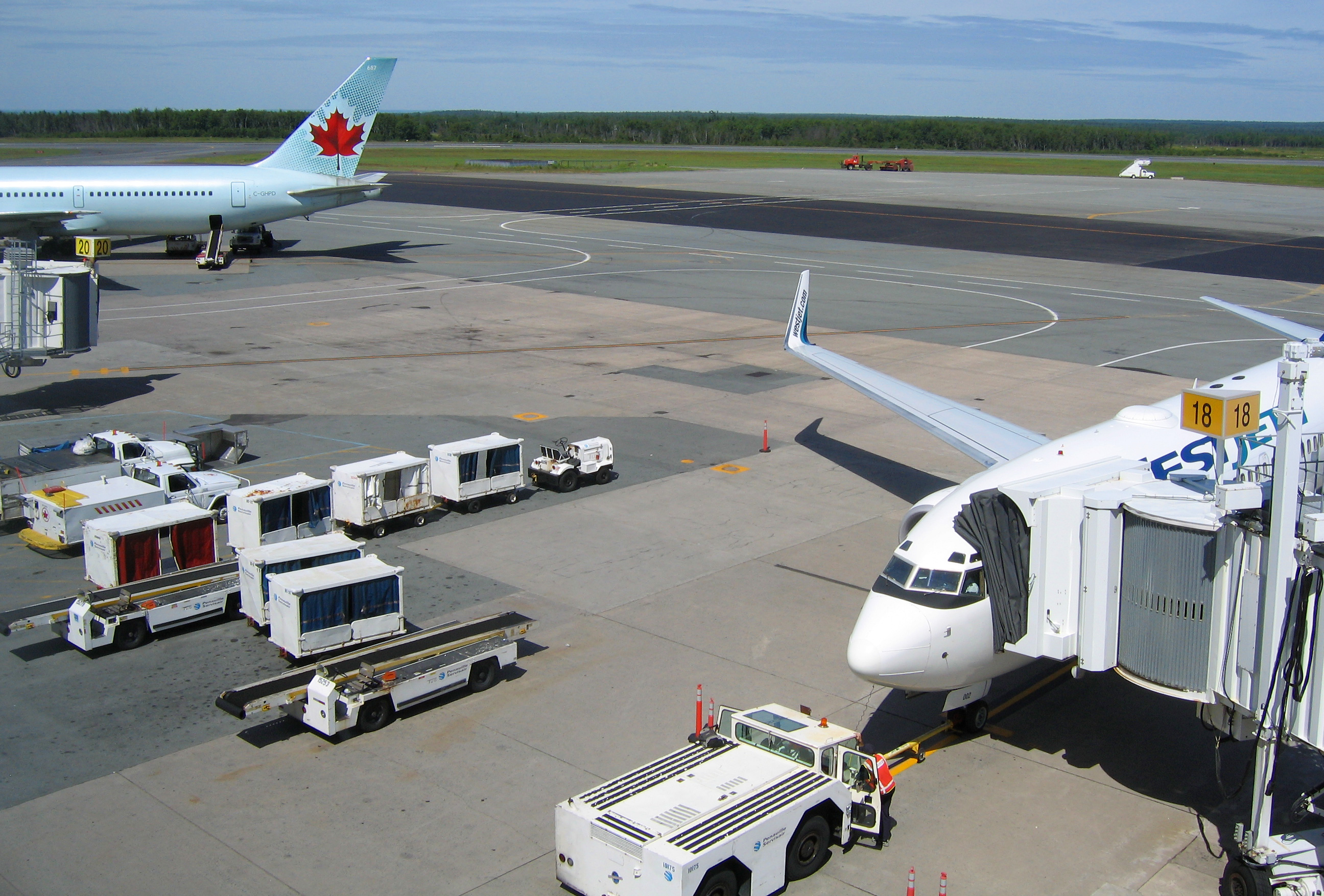
View of apron from top observation room

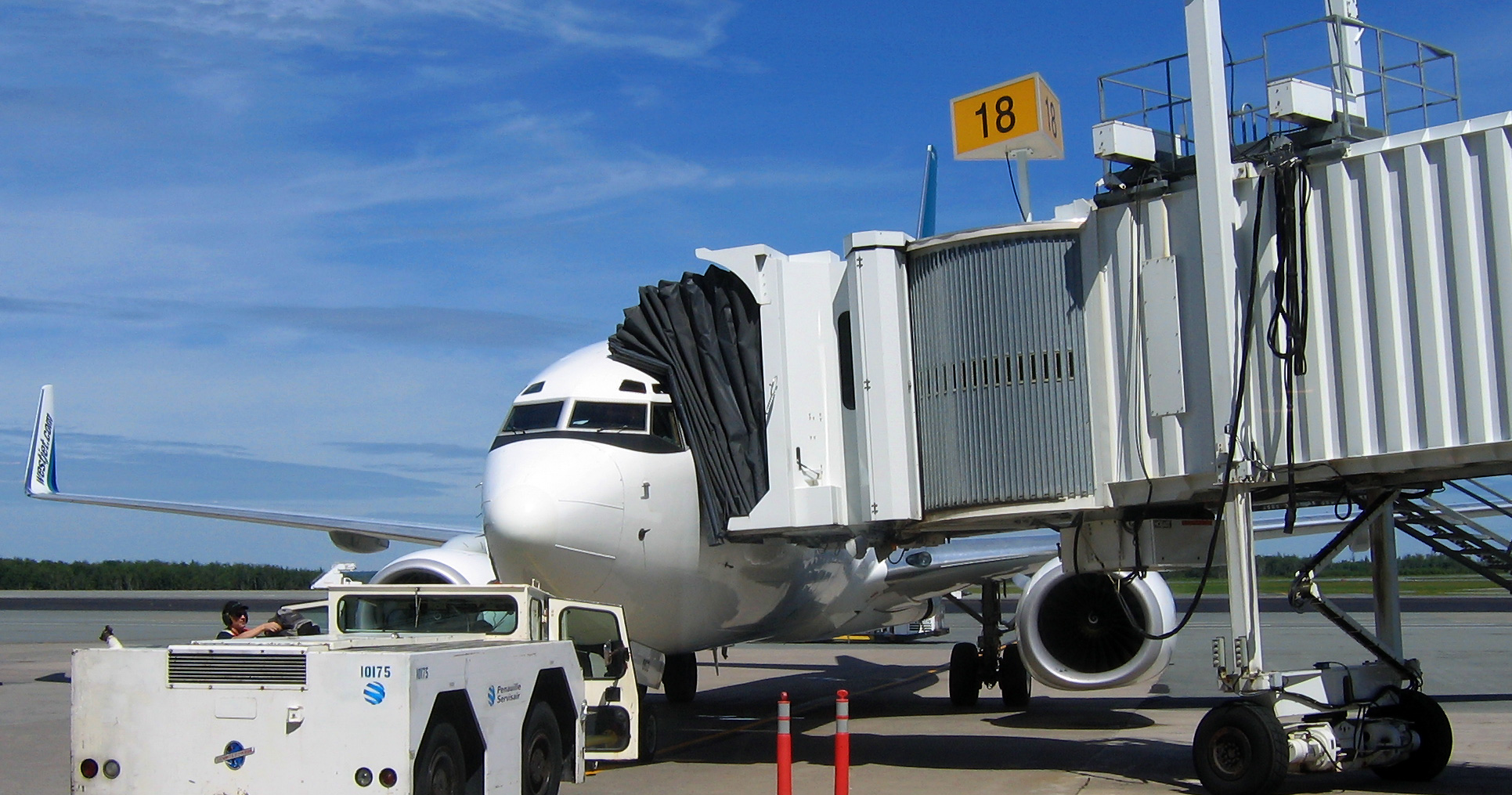
وست جت بوئینگ ۷۳۷ loading passengers

### مسافری
| شرکت‌های هواپیمایی      | مقصدهای پروازی |
| ---------------------- | --- |
| ایر کانادا             | هیترو لندن، مونترآل-پییر الیوت ترودو، سنت جان، پیرسون تورنتو فصلی: کانکون، کینتانا رو، خاردینز دل ری، فورت لادردیل–هالیوود، اورلاندو، گریگوریو لوپرون، پونتا کانا، سامانالف ال کتی، آبل سانتاماریا، تمپا |
| Air Canada Express     | لوگان، شارلوت‌تاون، منطقه‌ای دیر لیک، فردریکتون، گندر، سی‌اف‌بی گوس بی، گریتر مانکتن، مونترآل-پییر الیوت ترودو، مک‌دونالد-کارتیر اتاوا، سنت جان، سنت جان، سیدنی/جی. ای. داگلاس مک‌کاردی                        |
| ایر کانادا روژ         | فصلی: کالگری |
| ایر سن-پیر             | سن-پیر |
| Air Transat            | فصلی: کانکون، کینتانا رو، خاردینز دل ری، فورت لادردیل–هالیوود، فرنک پئیز، سنگستر، اورلاندو، گریگوریو لوپرون، پونتا کانا، آبل سانتاماریا، خوآن گئوآلبرتو گومس                                             |
| ای‌اس‌ال ایرلاینز فرانسه | فصلی: دوبلین، شارل دوگل پاریس |
| کوندور فلوگدینست       | فصلی: فرانکفورت، مونیخ |
| دلتا کانکشن            | فصلی: جان اف کندی |
| الیت ایرویز            | جت بین‌المللی پورتلند |
| Flair Airlines         | جان سی. منرو همیلتن |
| ایسلندایر              | فصلی: کفلاویک |
| پورتر ایرلاینز         | مونترآل-پییر الیوت ترودو، مک‌دونالد-کارتیر اتاوا، سنت جان، شهری بیلی بیشاپ تورنتو فصلی: استفنویل |
| پروونشل ایرلاینز       | شارلو |
| سان‌وینگ ایرلاینز       | فصلی: کانکون، کینتانا رو، خاردینز دل ری، فرنک پئیز، سنگستر، اورلاندو، آبل سانتاماریا، سن پترزبورگ-کلیرواتر، خوآن گئوآلبرتو گومس                                                                          |
| یونایتد اکسپرس         | لیبرتی نیوآرک |
| وست جت                 | کالگری، ادمونتون، جان سی. منرو همیلتن، اورلاندو، سنت جان، پیرسون تورنتو فصلی: کانکون، کینتانا رو، گلاسگو، ونکوور، وینیپگ جیمز آرمسترانگ ریچاردسون                                                        |
| WestJet Encore         | لوگان، منطقه‌ای دیر لیک، گندر، مونترآل-پییر الیوت ترودو، مک‌دونالد-کارتیر اتاوا، سیدنی/جی. ای. داگلاس مک‌کاردی، سنت جان                                                                                     |

### باری
| شرکت‌های هواپیمایی                             | مقصدهای پروازی                            |
| --------------------------------------------- | ----------------------------------------- |
| فدکس اکسپرس اجرا توسط Morningstar Air Express | گریتر مانکتن                              |
| کورین ایر                                     | تد استیونز انکوریج، اینچئون               |
| Purolator Courier اجرا توسط Cargojet Airways  | جان سی. منرو همیلتن، گریتر مانکتن، کلن بن |
| هواپیمایی قطر                                 | حمد، ساراگوسا                             |

### Charter
The following companies operate from private hangars or FBOs at the airport:
- کوگار هلی‌کوپترز
- Maritime Air Charter
- پروونشل ایرلاینز (also leases a Beech Super King Air 200 to Emergency Health Services for use as air ambulance when the EHS helicopter is unavailable)
- Sable Aviation